# Падеш
Падеш (болг. Падеш) — село в Благоевградской области Болгарии. Входит в состав общины Благоевград. Находится примерно в 13 км к юго-западу от центра города Благоевград. По данным переписи населения 2011 года, в селе  проживало 683 человека.

## Население
| Год     | 1934 | 1946 | 1956 | 1965 | 1975 | 1985 | 1992 | 2001 | 2011 |
| ------- | ---- | ---- | ---- | ---- | ---- | ---- | ---- | ---- | ---- |
| Жителей | 1455 | 1545 | 1490 | 1222 | 1086 | 972  | 902  | 835  | 683  |

| Национальность  | Человек | Процент |
| --------------- | ------- | ------- |
| болгары         | 646     | 98,18%  |
| турки           | 0       | 0%      |
| цыгане          | 9       | 1,37%   |
| другие          | 3       | 0,46%   |
| не определились | 0       | 0%      |
| Всего ответов   | 658     |         |

|  |